# Шайтанка (Березовський район)
Шайта́нка (рос. Шайтанка) — присілок у складі Березовського району Ханти-Мансійського автономного округу Тюменської області, Росія. Входить до складу Березовського міського поселення.
Населення — 167 осіб (2010, 196 у 2002).
Національний склад станом на 2002 рік: росіяни — 29 %.